# Haliclona violapurpura
Haliclona violapurpura är en svampdjursart som beskrevs av Kazuo Hoshino 1981. Haliclona violapurpura ingår i släktet Haliclona och familjen Chalinidae. Inga underarter finns listade i Catalogue of Life.